# 巴尼奥斯-德蒙特马约尔
巴尼奥斯-德蒙特马约尔（西班牙語：Baños de Montemayor）是西班牙埃斯特雷马杜拉卡塞雷斯省的一个市镇。总面积22平方公里，总人口721人（2001年），人口密度33人/平方公里。